# Bhuj (Waffe)

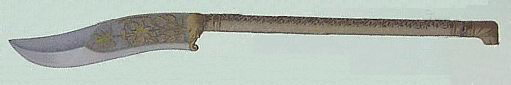

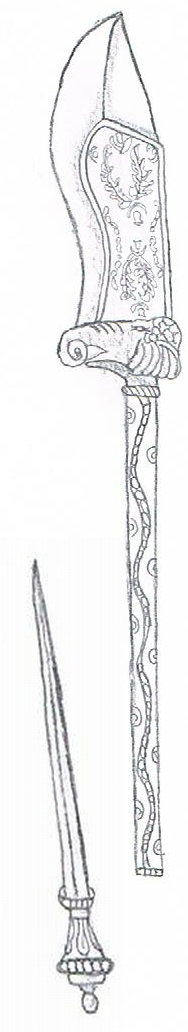
Bhuj, Zeichnung von „Object Number: XXVIC.38“, Museumsbestand bei Royal Armouries

Die Bhuj (oder Khutti, Katti oder Elefantenmesser) ist eine Stangenwaffe aus Indien.

## Beschreibung
Die Bhuj (-Axt) besitzt eine kurze, breite und schwere S-förmige Klinge. Diese ist einschneidig und an einem etwa 50 cm langen, metallenen, runden Schaft befestigt. Die Klingenfassung ist oft in Form eines Elefantenkopfes gefertigt, daher auch der Name „Elefantenmesser“. Bei vielen Modellen ist der Metallschaft am hinteren Ende hohl und beinhaltet einen Dolch. Am Knauf ist eine spitz zulaufende Dolchklinge befestigt. Der Knauf dient als Griff des Dolches und kann bei Bedarf aus dem Schaft des Bhuj herausgezogen werden.
Der Name impliziert, dass die Waffe aus der Stadt Bhuj stammt, sie war aber auch in der angrenzenden Provinz Sindh (heute Pakistan) sowie in ganz Nordindien beliebt.

## Verwendung
Die Verwendung der Bhuj entspricht der europäischer Stangenwaffen wie Berdysch oder Helmbarte. Bhuj eignet sich sowohl als Hieb- wie auch als Stichwaffe. Durch den langen Schaft kann die Waffe beidhändig geführt werden.

## Museale Rezeption
Weltweit finden sich nur wenige Exemplare von Bhuj in  Museen, anderen Ausstellungen oder bei Auktionen. Nachfolgend dazu eine Übersicht:
- Royal Armouries, Objektinformation: „Axe (bhuj) (1700–1799), Axe with elephant head bolster, Location: Leeds, Oriental Gallery Object Number: XXVIC.38“.[4]
- Nachweise aus Auktionen bei Oriental Arms zu mehreren Stücken.[5][6][7][8]